# Марголін Давид Семенович
Марголін Дави́д Семе́нович (їд. דוד מרגלין; 1850, Пінськ — 5 лютого 1925, Берлін) — комерції радник, київський купець 1-ї гільдії, підприємець, меценат і громадський діяч, багаторічний голова правління Товариства Київської міської залізниці, власник Деміївського трамвая.  Батько Арнольда Марголіна.

## Біографія
Народився в Пінську (нині — місто Брестської обл., Білорусь). Не здобувши вищої освіти, зарекомендував себе найпалкішим прибічником технічного прогресу і організації виробництва на нових засадах. Оселившись 1868 року в Києві, зробив стрімку й успішну підприємницьку кар'єру, за що 1898 року був пожалуваний званням комерції радника. Вступивши 1870 року комерційним агентом на службу до Товариства пароплавства по Дніпру та його притоках, скоро став членом його правління. 1888 року став ініціатором створення та одним із засновників Другого товариства пароплавства по Дніпру та його притоках, в якому обіймав посаду директора-розпорядника. Для правління пароплавства збудував кам'яницю на сучасній вулиці Петра Сагайдачного, 12. Від 1893 року обидва товариства пароплавства діяли під спільним управлінням на чолі з Марголіним. Завдяки його організаторським і комерційним здібностям станом на 1913 рік у власності Об'єднаних товариств пароплавства по Дніпру та його притоках перебували 64 пароплави вартістю у 3,7 млн рублів, 7 барж, 93 обладнані пристані; здійснювалося регулярне пасажирське та вантажне сполучення на 7-ми окремих лініях: Києво-Катеринославській, Києво-Гомельській, Гомельо-Вітківській, Києво-Чернігівській, Києво-Пінській, Києво-Могильовській, Могильово-Оршанській; за один лише 1911 рік пароплавами товариств було перевезено понад 1,5 млн пасажирів і майже 8 млн пудів різних вантажів. Засновник низки акціонерних товариств у цукровій промисловості, зокрема, спільно з Бродськими — Ново-Биківського цукрового заводу на Чернігівщині. 
Сприяв розвиткові трамвайного сполучення та артезіанського водопостачання в Києві. Був головою ради Київського приватного комерційного банку та головою міського Купецького товариства взаємного кредиту.
У роки революції 1905–1907 років подав на розгляд властей кілька записок щодо обґрунтування необхідності надання єврейському населенню рівних прав, брав участь у розслідуванні обставин жовтневого 1905 року погрому в Києві. Як меценат фінансово підтримував діяльність освітніх закладів, був почесним членом піклувальної ради відкритого 1896 року за його безпосередньої участі Київського комерційного училища. 
На власні кошти збудував єврейське початкове училище «Талмуд-Тора» на 420 учнів та 1908 двохкласне початкове училище на Трухановому острові на 150 учнів, доповнене 1913 року ремісничим відділенням з добре обладнаними навчальними майстернями й передане у відання Київського доброчинного товариства Відомства закладів імператриці Марії. Задля задоволення духовних потреб мешканців Труханового острова 1910 року збудував за проектом архітектора  Євгена Єрмакова парафіяльну Свято-Єлизаветинську церкву. Діяльний член комітету Товариства для наукових єврейських видань, зусиллями якого здійснено масштабний проект з підготовки та друку багатотомної «Еврейской энциклопедии».
Після революції емігрував у Німеччину. Помер у Берліні 5 лютого 1925 року, похований на берлінському єврейському кладовищі Вайсензее.

## Родина
- Дружина Розалія (Рівка) (бл. 1858 — ?), дочка люблінського купця Іцки (Ісаака) Цукера, одружилися 7 [19] грудня 1876 року[4]
- Син Арнольд Марголін (4 [16] листопада 1877[5] — 29 жовтня 1956) —  адвокат, дипломат, громадський діяч і письменник.
- Син Семен Марголін (20 вересня [1 жовтня] 1882[6] — ?).

## Вшанування
У листопаді 2021 року у Києві (за адресою вулиця Ольгинська 2/1) встановлено мініскульптуру проєкту «Шукай» «Давид Марголін».